# Palazzo della Pace
Il palazzo della Pace (in olandese Vredespaleis [ˈvreːdəspaˌlɛis]) è un edificio completato nel 1913 in stile neorinascimentale, sulla Carnegieplein in un parco a nord de l'Aia, nei Paesi Bassi. Ospita la Corte internazionale di giustizia, la Corte permanente di arbitrato, l'Accademia del diritto internazionale e la biblioteca del Palazzo della Pace; inoltre nel centro visitatori, aggiunto nel 2012 e progettato da Michael Wilford, è presente una mostra permanente sulla storia del movimento pacifista.

Marchio del Patrimonio Europeo (EHL - European Heritage Label)

Il Costruito in granito, arenaria e laterizi, con un tetto spiovente di piastrelle grigie, combina gli stili romanico, gotico e bizantino.
Ospita anche regolarmente diversi eventi nel campo del diritto internazionale e della politica, con lo scopo di supportare il reperimento di soluzione pacifica ai conflitti tra i paesi.
L'8 aprile 2014 con decisione della Commissione europea il Palazzo della Pace è stato insignito del Marchio del patrimonio europeo per il suo impegno nella realizzazione degli ideali di pace.

## Storia

### La proposta dello Zar

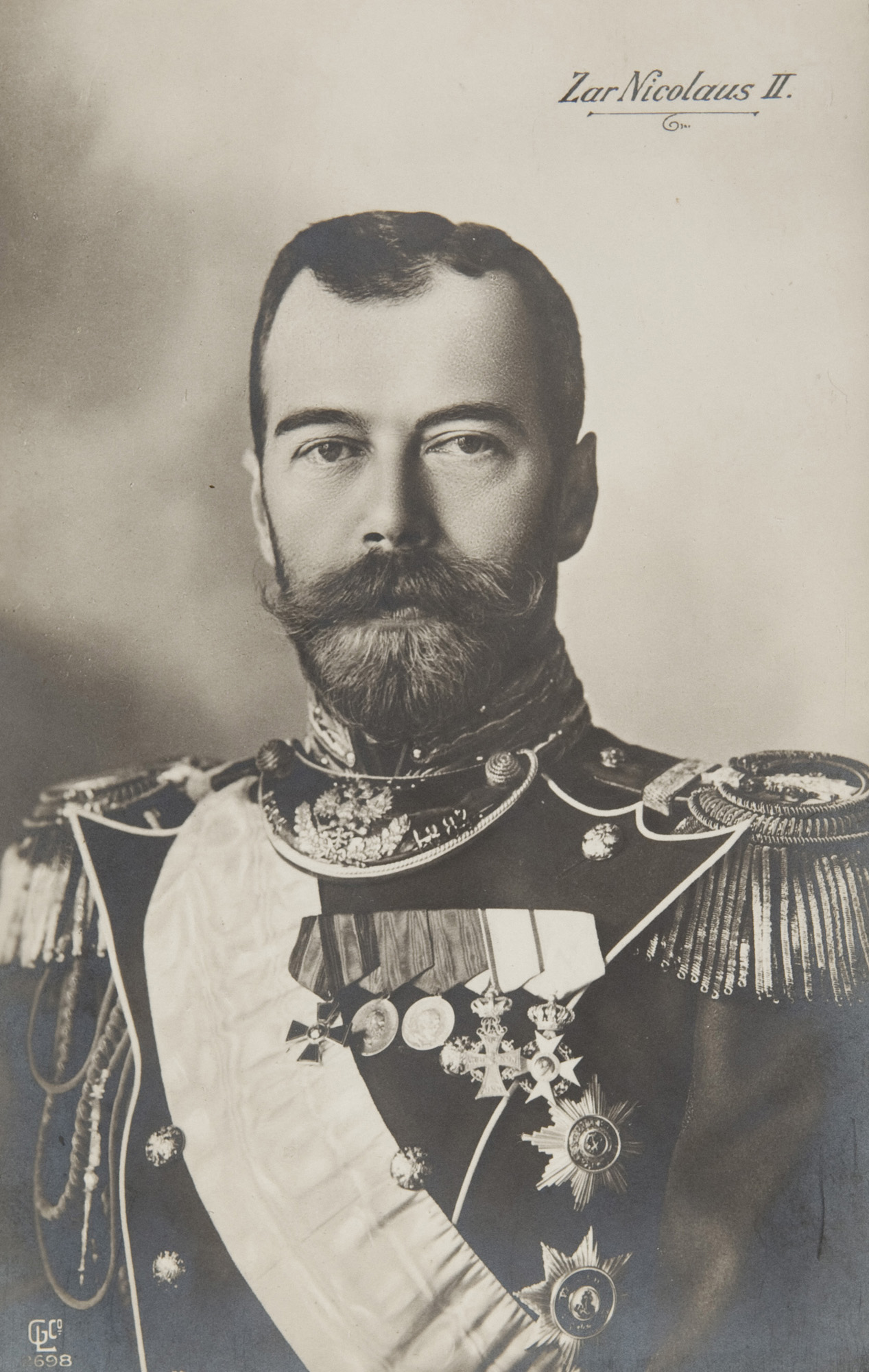
Zar Nicola II

Lo zar Nicola II di Russia Romanov sostenne in un suo rescritto del 24 agosto 1898 che era auspicabile ridurre o fermare l'allarmante e crescente processo di armamento. Propose pertanto che alcuni rappresentanti delle nazioni si riunissero in una conferenza internazionale destinata ad occuparsi esclusivamente dei problemi legati alla pace mondiale e al disarmo.

Il messaggio venne inviato a Berlino, Parigi, Londra e Washington e seguirono alcune reazioni di gioia, ma prevalentemente di scetticismo, giustificato dal fatto che non si era certi delle motivazioni che avessero indotto lo zar ad impegnarsi per la pace. I motivi alla base della scelta dello zar Nicola vanno ricercati nelle difficoltà economiche della Russia causate dalla corsa agli armamenti, ma probabilmente ebbero un certo peso anche le riflessioni etiche, comuni nella famiglia Romanov. Già nel 1804 infatti lo zar Alessandro I di Russia propose, in un memorandum, che le nazioni europee stipulassero un patto che impegnasse gli stati a non iniziare una guerra senza aver prima tentato in ogni modo di trovare una forma di mediazione. Inoltre lo zar fu molto influenzato dall'opera di Jan Gotlib Bloch, un banchiere pacifista polacco che nel 1892 pubblicò i sei volumi che compongono La Guerre Future, riguardanti le barbarie delle guerre attuali e il fatto che l'umanità si stesse avviando in un processo di autodistruzione.

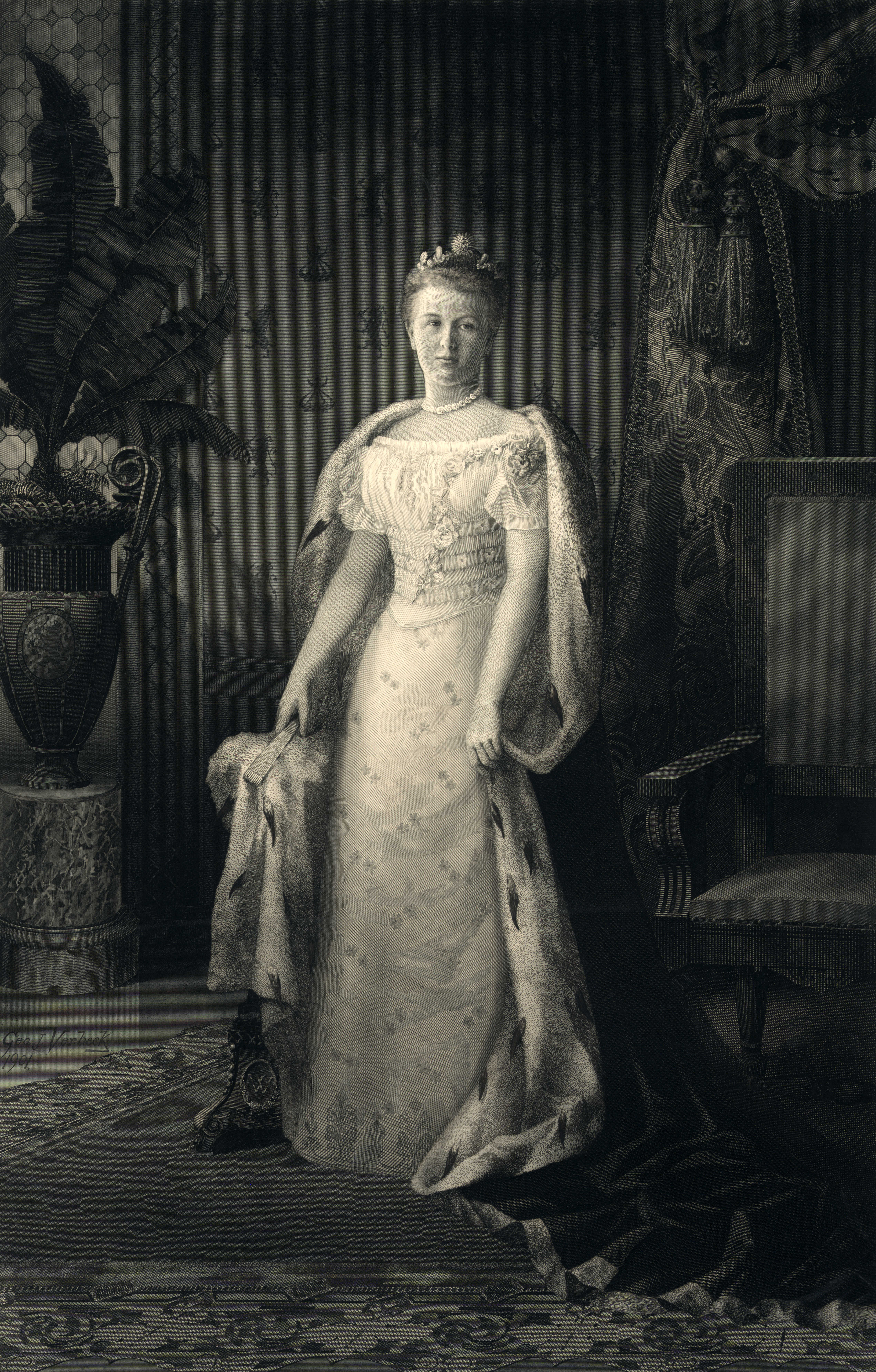
Guglielmina dei Paesi Bassi

Tuttavia lo scritto dello zar lasciava ampio spazio a interpretazioni inesatte.
La prima risposta, giunta da Berlino, sottolineò come nessun armamento che garantisse la pace fosse eccessivo e come nessun tedesco ne sentisse il peso. Le democrazie occidentali mostrarono più cortesia; per esempio il primo ministro inglese Lord Salisbury promise la piena collaborazione della Gran Bretagna nell'organizzare una conferenza, il cui scopo fosse di discutere i metodi più efficaci per assicurare il proseguimento della pace mondiale e per imporre qualche limite alla costante crescita degli armamenti.
Avendo ricevuto risposte positive da quasi tutte le nazioni a cui era stato mandato lo scritto, venne inviata una seconda lettera l'11 gennaio 1899, in cui venne sottolineata l'importanza di agire subito e vennero ribaditi gli obiettivi: porre un limite al costante aumento degli armamenti e prevenire conflitti armati con mezzi pacifici, come la mediazione e l'arbitrato. Venne anche avanzata un'ipotesi sul luogo in cui si sarebbe potuta tenere una conferenza, che chiaramente non poteva essere né San Pietroburgo né la capitale di qualsiasi altra potenza. La giovane regina olandese Guglielmina dei Paesi Bassi propose l'Aia come sede. La città venne scelta probabilmente perché, essendo situata sul mare, era facilmente raggiungibile da ogni parte del mondo, ed inoltre perché i Paesi Bassi, oltre ad essere neutrali all'epoca, erano la terra natia di Ugo Grozio e di Cornelis van Bynkershoek.
La regina mise a disposizione della conferenza la residenza estiva della famiglia reale, Huis ten Bosch.

### L'idea del Palazzo della Pace
II magnate e filantropo Andrew Carnegie, affascinato dall'ideale della pace universale, considerò interessante l'idea del Segretario Generale della Corte Permanente di Arbitrato Robert Melvil van Lynden di costruire una biblioteca di diritto internazionale per un costo di 250 000 dollari: 100 000 per il terreno e l'edificio, 150 000 per dotarla dei migliori testi di diritto internazionale e diplomazia. L'edificio, nelle sue intenzioni, avrebbe dovuto essere elegante, confortevole e solenne, non troppo elaborato e appariscente.
Successivamente Carnegie sviluppò quest'idea che diventò qualcosa di più grande: la creazione di un simbolo di un desiderio mondiale di pace e delle buone intenzioni degli uomini. 

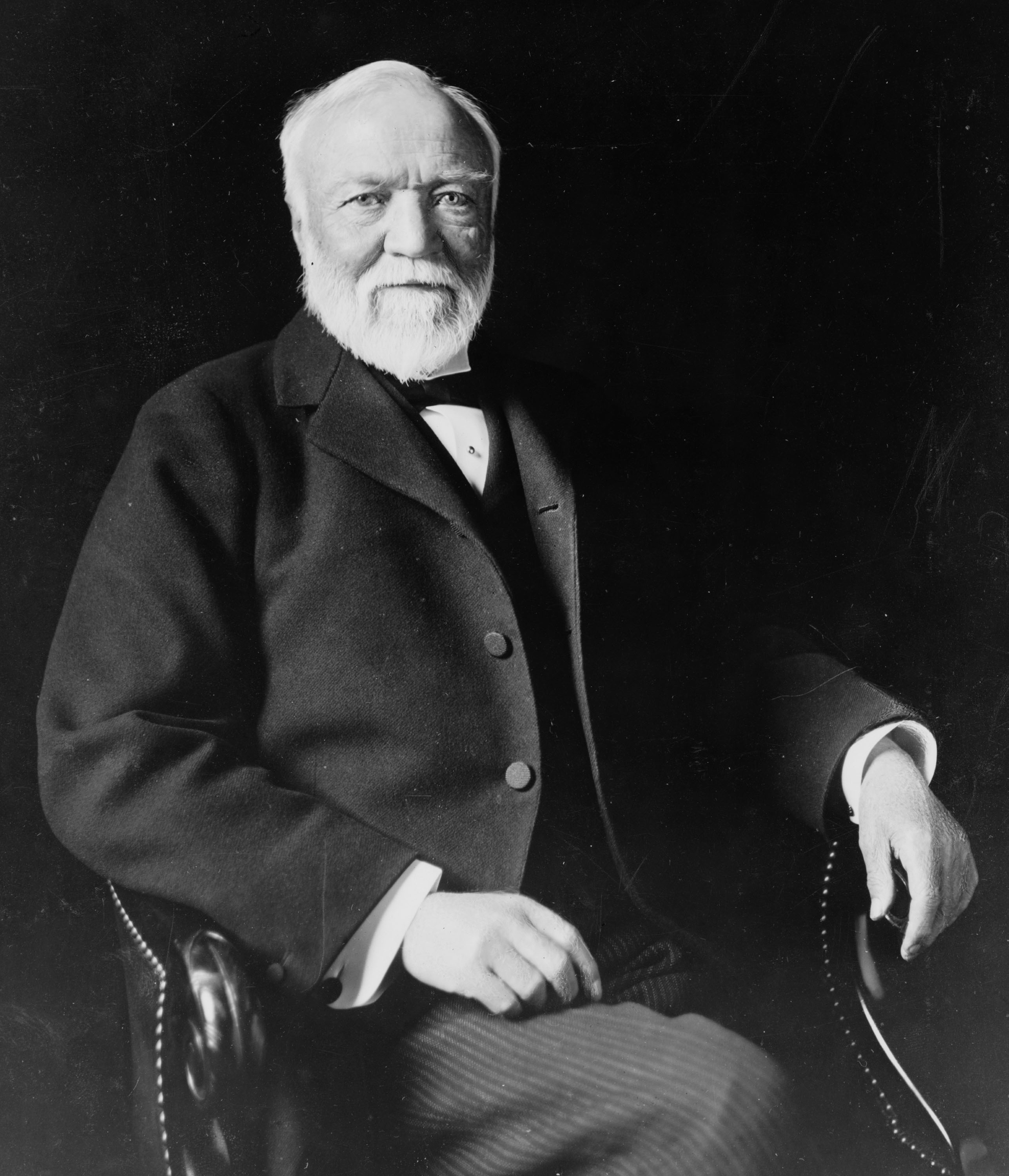
Andrew Carnegie, 1913

Nell'estate 1902 si aprì il primo caso di arbitrato all'Aia (Messico contro USA per la California), ma la Corte permanente di Arbitrato lo dovette discutere in una sede ritenuta umile rispetto ai suoi nobili obiettivi. Inoltre si valutò che essa non sarebbe stata sufficientemente grande se vi fossero stati due casi di arbitrato contemporaneamente. Anche il primo ministro olandese Kuyper affermò che, una volta che la corte fosse entrata in funzione a pieno regime, si sarebbe reso necessario un edificio più grande.
Il governo dei Paesi Bassi fu in principio piuttosto cauto riguardo a questa idea, ma il 20 novembre 1902 espresse la sua disponibilità ad intervenire. Tuttavia si vociferava che l'offerta di Carnegie fosse stata rifiutata. Il 28 gennaio 1903 Robert Melvil van Lynden, ora ministro degli affari esteri, interrogato in materia, dichiarò persino di voler declinare l'offerta di Carnegie.
Nel frattempo, il 5 agosto 1902 Andrew Dickson White (primo delegato americano alla conferenza dell'Aia del 1899), in una sua lettera a Carnegie, chiese al magnate di considerare l'idea di Frederic de Martens (professore di Diritto Internazionale e Arbitrato) di creare un tempio della pace, le cui porte, al contrario del mitologico tempio di Giano, fossero aperte in tempo di pace e chiuse in tempo di guerra, come promemoria solenne e silenzioso per le nazioni del fatto che vi fosse una corte per la risoluzione pacifica delle questioni internazionali aperta a tutti. Questo palazzo sarebbe stato la conseguenza tangibile della conferenza tenutasi nel 1899.
Carnegie fu affascinato da questa idea. Il 19 gennaio 1903 White insistette con Carnegie su tale proposta e gli chiese un milione di dollari per lanciare questo progetto. Carnegie si dichiarò disposto a considerare l'idea e il 5 marzo 1903 il governo dei Paesi Bassi dichiarò che, se le condizioni legali fossero state rispettate (ossia la creazione di una fondazione per la costruzione del palazzo), nulla avrebbe ostacolato la donazione e l'inizio dei lavori, così assicurò la propria collaborazione nell'acquisto del terreno e nella preparazione dei progetti per il palazzo.
Carnegie desiderava una competizione internazionale per il progetto del palazzo, che preferibilmente avrebbe dovuto essere circondato da un parco, avere locali sufficientemente ampi da ospitare grandi riunioni e una grande biblioteca.
Il 22 aprile 1903 Carnegie ordinò al suo tesoriere di inviare un assegno da 1,5 milioni di dollari al governo dei Paesi Bassi per il palazzo.
Prima di iniziare il progetto era necessario creare una fondazione con un consiglio di amministratori. In seguito a un decreto reale del 30 maggio, in un atto notarile del 6 giugno 1904 vennero fissate le regole della Carnegie Foundation for the Advancement of Teaching, il cui scopo era la costruzione e il mantenimento di un edificio e di una biblioteca a disposizione della Corte Permanente di Arbitrato.

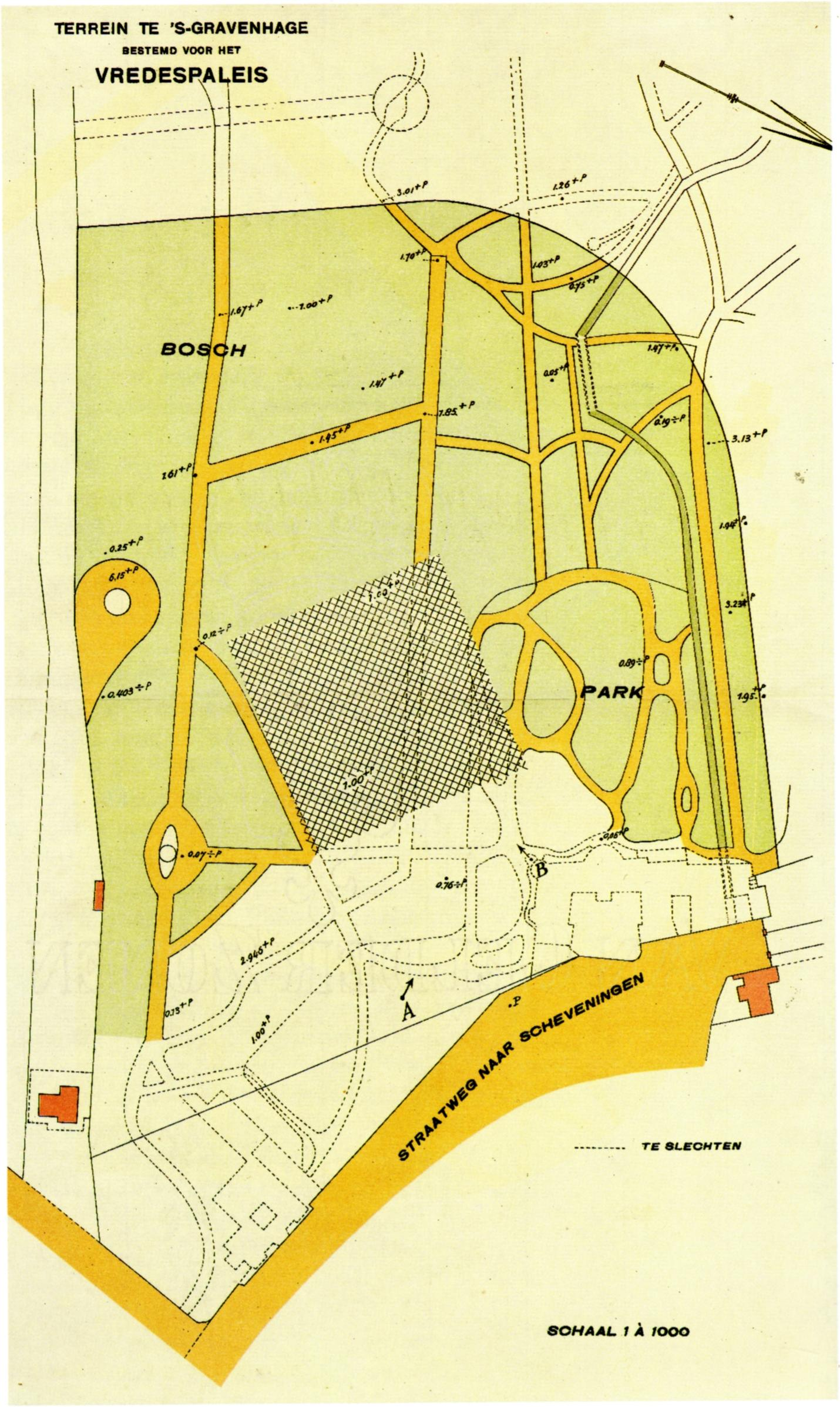
Ubicazione del palazzo

### La scelta del sito
Fu Carnegie stesso a esprimere il desiderio che il governo dei Paesi Bassi scegliesse il sito su cui costruire il palazzo. L'inizio dei lavori fu ritardato dal fatto che lo stato non possedesse territori adatti; furono quindi ponderate numerose opzioni:
- Parte della tenuta Zorgvliet, che include il palazzo Buitenrust;
- Una fascia di terra lungo il canale Scheveningen, posseduta dalla Contessa van Bylandt (Wassenaarserweg);
- L'Alexanderveld, dove erano situate delle caserme militari;
- Il campo tra Benoordenhoutseweg e Waassenaarserweg, anche questo appartenente alla Contessa van Bylandt;
- Un'altra fascia di terra lungo il canale Scheveningen (Waalsdorperweg-Kwekerijweg), al tempo occupato dal St. Hubert club;
- Una fascia di terra nella parte frontale dei boschi dell'Aia, dietro Malieveld, vicino al Capanno dei Ranger del Parco sul Benoordenhoutscheweg (Koekamp).

Dopo lunghe discussioni, il 18 agosto 1905 la Fondazione Carnegie acquistò i 5 ettari dell'area Zorgvliet al prezzo di 700 000 fiorini olandesi.
Questa scelta non fu ben accetta dalla popolazione e da diverse figure di rilievo nel campo architettonico, ma nessuna delle opzioni era stata in grado di soddisfare tutte le parti.
Il 3 gennaio 1908 la fondazione acquistò un altro ettaro di terreno adiacente, lungo lo Scheveningseweg per 100 000 fiorini olandesi.

### L'appalto

#### Il bando internazionale e il progetto originale

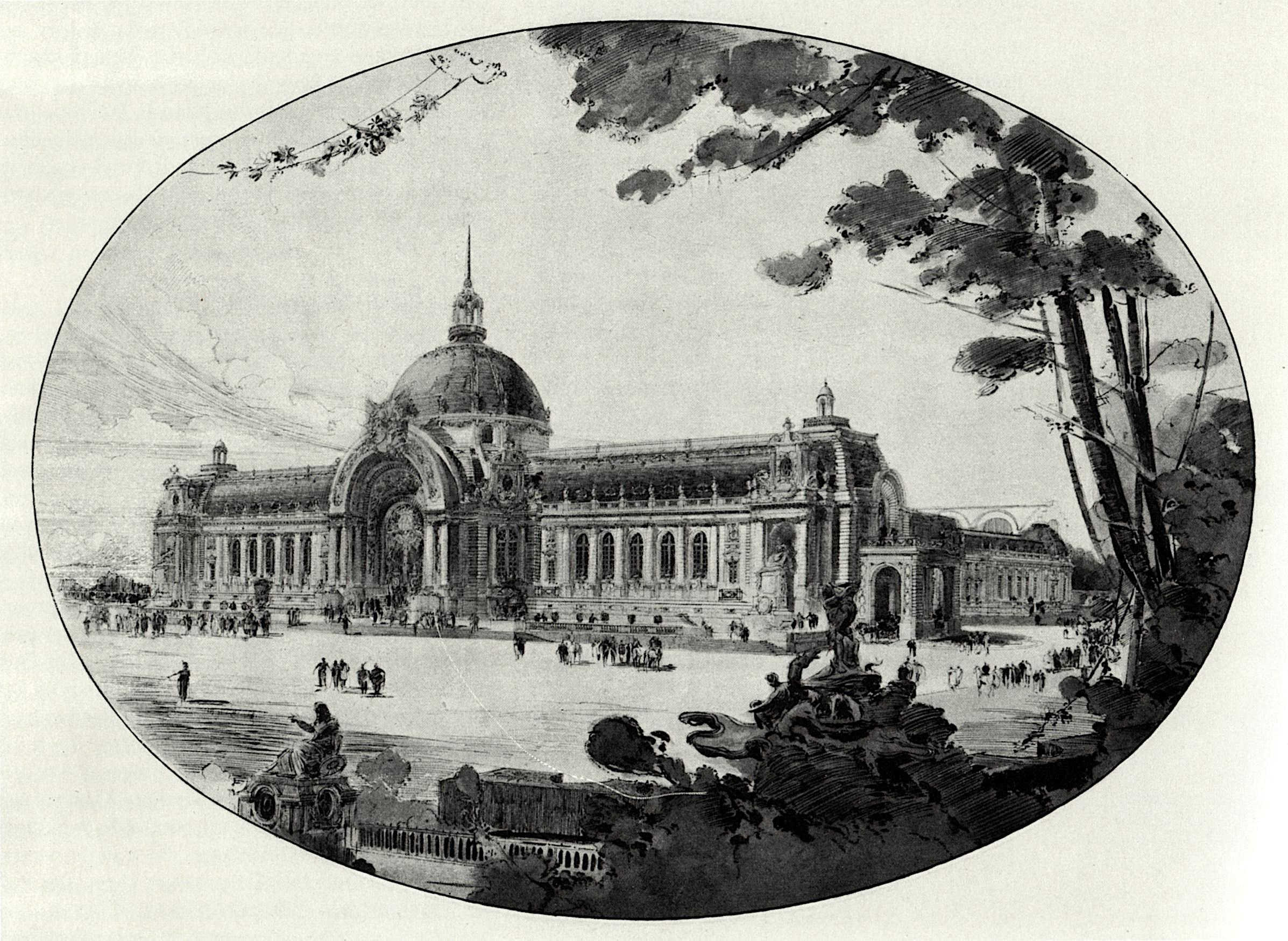
Progetto di A. Marcel (secondo classificato)

Fu indetto un bando internazionale che poneva le seguenti condizioni:
- Costo massimo del palazzo limitato a 1 600 000 fiorini olandesi;
- 7 mesi di tempo per presentare il progetto dettagliato, nel quale fosse chiaramente visibile la struttura dell'edificio e fosse spiegato l'utilizzo dei vari locali;
- I progetti dovevano essere anonimi (il nome dell'architetto doveva essere inserito in una busta chiusa);
- I migliori 6 progetti diventavano proprietà della fondazione e venivano premiati (primo premio di 12 000 fiorini olandesi).

Questo perché nel caso il progetto vincitore risultasse in un secondo momento non adatto, la fondazione si riservava la possibilità di sceglierne un altro.
Dopo la dichiarazione del vincitore ci furono molti ricorsi legali, che si trascinarono per 7 anni, dai quali la Fondazione Carnegie uscì sempre vittoriosa.
Tra i 216 partecipanti, i vincitori furono:
1. L. Cordonnier di Lille,
2. A. Marcel di Parigi,
3. F. Wendt di Charlottenburg,
4. O. Wagner di Vienna,
5. Greenley & Olin di New York,
6. F. Schwechten di Berlino.[16]Progetto di F. Wendt (terzo classificato)

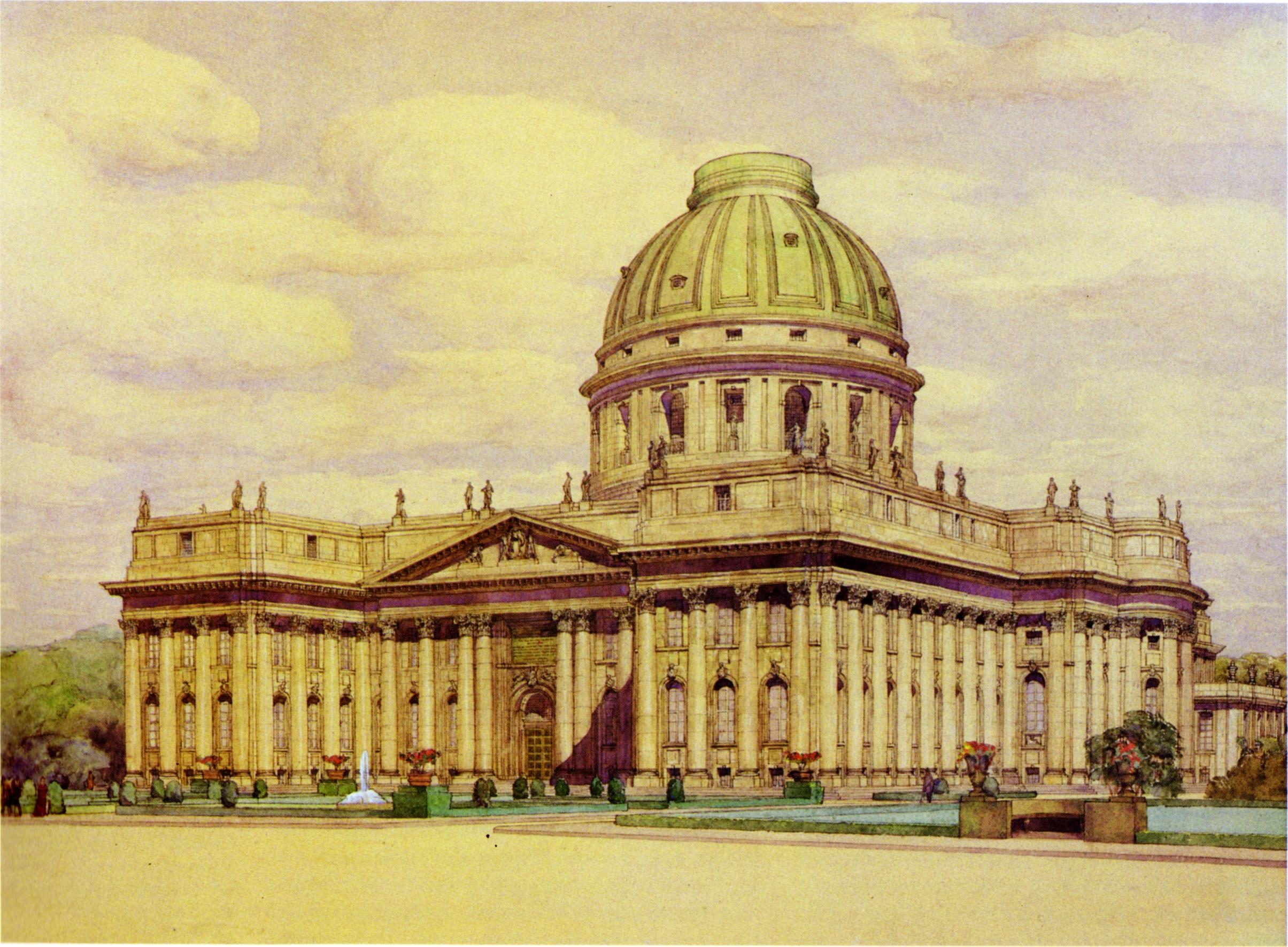
Progetto di F. Wendt (terzo classificato)

Tutti i progetti inviati possono essere raggruppati in tre categorie principali:
1. Edifici separati per la Corte e la biblioteca, connessi da un corridoio,
2. Un unico edificio, illuminato da cortili esterni,
3. Un unico edificio illuminato da cortili interni.

Alla fine fu scelto il progetto di Cordonnier; in seguito a pressioni esterne sulla giuria, quest'ultima costrinse Louis Marie Cordonnier ad accettare l'architetto van der Steur come suo collega nella realizzazione del progetto.

#### Le modifiche al progetto
Dall'aprile 1907 in poi la direzione dei lavori fu assunta da van der Steur, elogiato nei documenti della Fondazione Carnegie per il suo talento e la sua sensibilità.

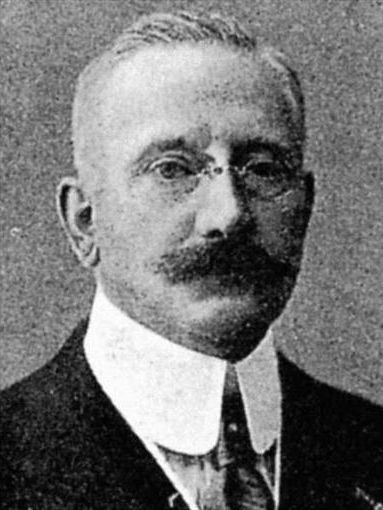
Johan Adrianus Gerard van der Steur

Il suo lavoro si focalizzò subito nel soddisfare le richieste della fondazione. Dopo aver compiuto l'opera, van der Steur ottenne stima all'Aia e lavorò per la Fondazione Carnegie per molti decenni a venire.
L'aggiustamento del disegno iniziale di Cordonnier non fu cosa affatto facile e durò tre mesi. Vennero presentati al Consiglio della Fondazione i bozzetti corretti in luglio e in seguito furono aggiustati in minima parte. Nel complesso le modifiche al modello base e alla facciata furono tali da creare un nuovo edificio.
Anche la questione delle spese era delicata: era necessario non superare la cifra della donazione; per questo motivo van der Steur tenne minuziosamente conto delle spese effettuate e di quelle previste.
I colleghi di van der Steur (progettisti, disegnatori e ingegneri) erano Bremer, Slothouwer, Oger e Wijdeveld e aiutarono l'architetto a interpretare le modifiche volute dalla Fondazione Carnegie.
Le modifiche erano state spinte da motivi di natura stilistica o economica e le principali furono:
- il disegno originale di Cordonnier, che prevedeva due edifici separati (uno per la corte, uno per la biblioteca), collegati da un passaggio coperto, fu sostituito da uno che prevedeva due edifici intrecciati;
- la pianta diventa quadrata di lato 78 metri e il cortile interno, sempre quadrato, di lato 44 metri;
- la corte di Arbitrato occupa ora tutta la parte frontale dell'edificio, mentre la biblioteca occupa la parte posteriore. Entrambe sono accessibili da entrate situate nel centro delle facciate principali;
- la torre campanaria settentrionale ed entrambe le torrette della biblioteca sono state sostituite da una torretta dietro la grande sala della corte;
- vennero scambiate la sala grande della corte e quella piccola;
- le due torri segnano le due aule di giustizia, i locali più importanti del palazzo;[17]
- le dimensioni della biblioteca e della sala di lettura vennero ridotte. Si decise verso la fine di maggio 1907 di annunciare alla Conferenza internazionale e alla stampa la progettazione del nuovo edificio.[5]

### La costruzione

#### La cerimonia di posa della prima pietra
La cerimonia di posa della prima pietra si tenne il 30 luglio e non vi parteciparono né Carnegie, né la regina Guglielmina. Non si badò a spese per impressionare gli ospiti: secondo gli archivi della Fondazione, vennero spesi per questo evento 17 500 fiorini olandesi. Viotta, il direttore del Koninklijk Conservatorium, fu chiamato a dirigere la Kurhaus Philharmonic Orchestra e Witek, un conosciuto violinista, fu invitato insieme a una selezione di cantanti dai cori dell'Aia.
Il podio dell'oratore e il tendone coperto erano fronteggiati da un grande semicerchio di balconate. Gli ospiti furono circa 1100. L'attenzione era attirata dal treppiede posto in mezzo a tutto da cui pendeva una grande pietra con il seguente testo latino:
la generosità di Andrew Carnegie dedicò questo tempio»
Al tempo, non essendo ancora iniziati i lavori, la posizione della prima pietra non era certa. Si pensa che attualmente sia nell'angolo esterno della grande sala della corte.
Van Karnebeek, il presidente della fondazione, parlò della nascita dell'idea di arbitrato, divagò sulla generosità di Carnegie e, spesso interrotto da applausi, parlò dei valori morali presenti nella Corte Permanente di Arbitrato. Inoltre sottolineò l'esigenza del mondo di superare il diritto tra i popoli (jus inter gentes) con un'autorità capace di giudicare (jurisdictio inter gentes).
Il conte de Nelidow, presidente della Conferenza inviato dalla regina Guglielmina, si fece avanti e con un martello d'argento picchiettò la pietra fondante tre volte, nel nome di Nicola, di Guglielmina e della Conferenza. Ringraziò tutte le persone coinvolte e si riferì al Palazzo della Pace come l'esatto opposto del tempio di Giano nell'antica Roma e alla sua torre campanaria come un faro a guida delle nazioni verso la pace.
Poi Mrs. Albert di Paris, vestita nel colori bianco e blu della pace, a nome di cinque milioni di donne organizzate nella decennale Alliance Universelle des Femmes pour la Paix per l'Education, diede a van Karnebeek la medaglia commemorativa forgiata per l'occasione in onore di Carnegie. Essa raffigura una donna mentre legge la parola "pace" da un libro a un bambino sulla sua coscia.

#### I lavori
Per l'inizio della costruzione si dovettero aspettare altri cinque mesi, in cui vennero fatti i preparativi. Il 14 dicembre 1907 il bando per gli scavi e la recinzione fu assegnato all'impresario J. Knijnenburg di Scheveningen. Il 18 aprile 1908 la costruzione delle fondamenta e dell'interrato fu assegnato all'impresa Nollen & Heymerink dell'Aia. Qualche mese dopo la posa del cemento armato fu affidata a N.V. Betonmaatschappij e il lavoro del riscaldamento a Braat di Delft. Braat, van der Steur e Knuttel andarono a visitare Colonia, Berlino, Copenaghen e Amburgo, dove ispezionarono l'impianto di riscaldamento di alcuni grandi edifici. Le grandi finestre, infatti, costituivano un problema per l'impianto di riscaldamento. Il 2 gennaio 1911 l'impianto venne testato con successo. Il 22 febbraio 1909 l'ordine per la fornitura di pietra arenaria fu affidato a Rotterdamsche Steenhouweij. La pietra venne poi trasportata direttamente sul sito con la ferrovia dalla cava. Infatti era stato costruito un binario secondario che partiva dalla stazione dell'Aia e giungeva fino al luogo della costruzione.

Furono impiegati 1900 metri cubi di arenaria, tagliati in loco e posizionati usando una gru. Il 24 maggio all'impresario Boersma, dell'Aia, fu affidata la costruzione dell'edificio principale. Seguirono molte discussioni e denunce da parte delle altre imprese a cui non era stato assegnato il lavoro. Boersma iniziò a costruire capanni e banchetti per il caffè per gli operai, officine e impalcature per i falegnami, una piattaforma di sedici metri tutto intorno allo scavo, sulla quale vennero poi installate gru in modo tale da poter lavorare in ogni direzione. L'azienda installò anche due montacarichi elettrici montati al centro della facciata anteriore e posteriore. Sulla sommità del primo fu posizionata una cisterna d'acqua a un'altezza di 20 metri. Con l'ausilio di una pompa elettrica che pescava acqua da un pozzo sottostante, l'acqua veniva messa a disposizione degli operai per mezzo di rubinetti.

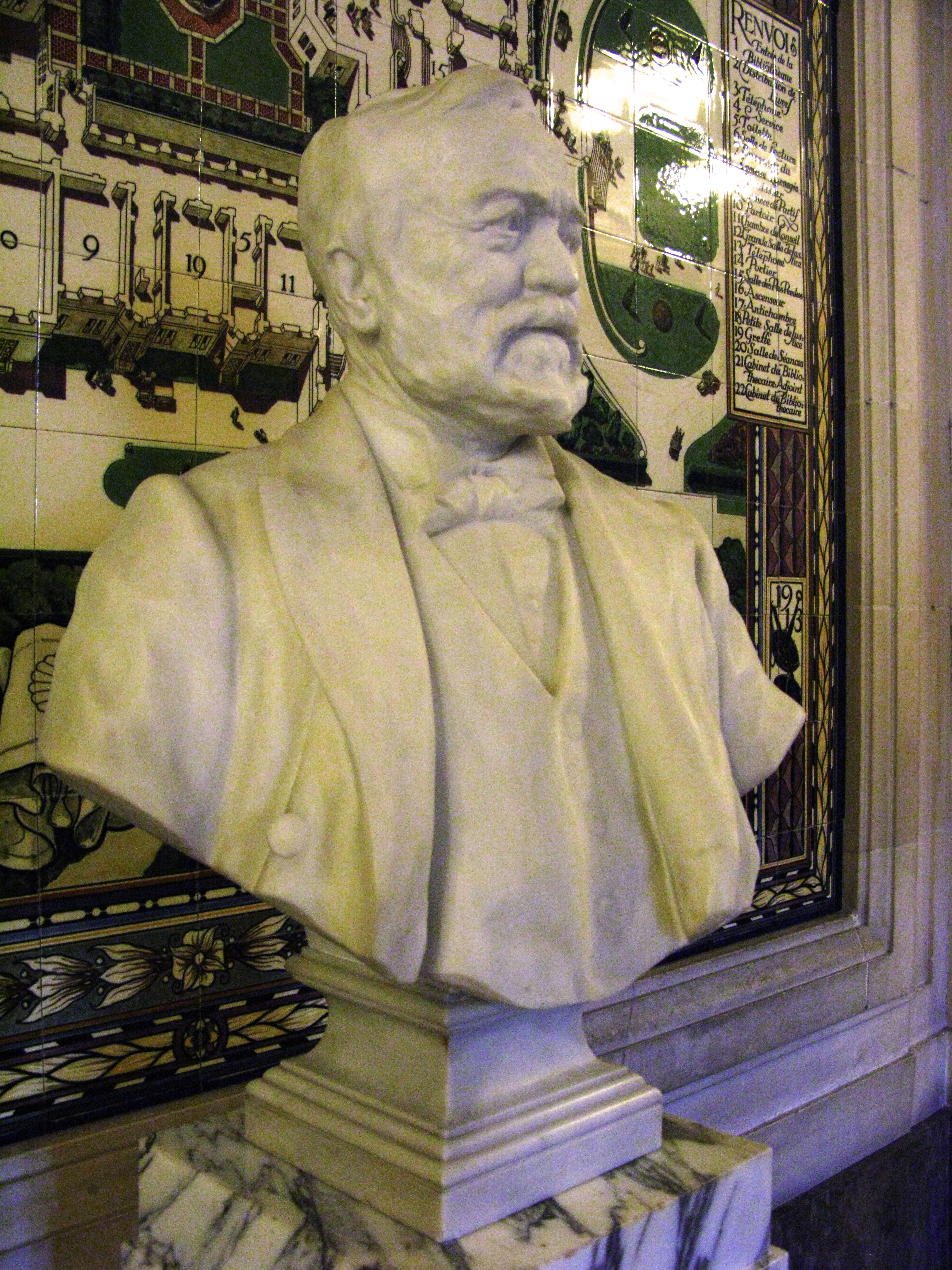
Il busto di Andrew Carnegie

#### Le decorazioni artigianali
La costruzione del Palazzo della Pace testava in molti modi le abilità dei lavoratori e degli artigiani coinvolti. I lavori che più mostrano l'impegno profuso per la realizzazione delle opere del palazzo sono:
- gli oggetti in marmo, granito e pietra bianca realizzate da W. Retera con l'aiuto di Eikenhout e altri 25 scultori;
- le decorazioni in terracotta intorno alle finestre che si affacciano sul cortile, realizzate dalla Brouwers Aardewerkfabriek;

A partire dal 1911 Herman A. Rosse, uno dei più giovani artigiani che abbiano partecipato alla realizzazione del palazzo, divenne capo della sovrintendenza e dell'esecuzione delle decorazioni dei soffitti e delle volute. Fu grazie al suo operato che il palazzo divenne famoso per l'eleganza delle decorazioni.

#### Il progetto dei giardini

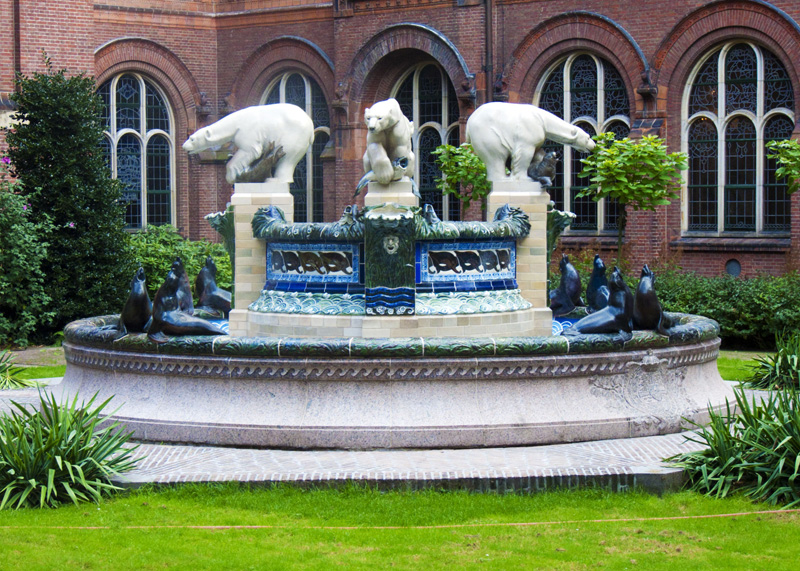
La fontana al centro del palazzo

Nel febbraio del 1908 il comitato decise di cominciare a progettare i giardini del palazzo. Si decise dunque di aprire un concorso a cui parteciparono i tre maggiori architetti del tempo: L. Springer di Harlem, H. de Wilde di Gand e T. H. Mawson di Londra. Benché nei registri della fondazione Carnegie non vengano riportati i risultati finali del concorso, attraverso una lettera scritta da De Wilde a Mawson, scritta per congratularsi dell'operato del londinese, possiamo desumere che fu proprio Mawson ad aggiudicarsi il lavoro. Secondo la commissione, Mawson si aggiudicò il lavoro perché, in confronto ai suoi sfidanti, seppe gestire al meglio le difficoltà legate alla disposizione del terreno.
I lavori iniziarono solo nel 1911 a causa dei molti mesi necessari al riassestamento del terreno. I giardini furono inizialmente curati dal figlio di Mawson, che tuttavia fu sostituito nei mesi successivi dall'apprendista di Mawson, Howard Grubb. Lo stesso Grubb fu successivamente sostituito da Norman Dixon. Sophia Helena Luyt, moglie di Herman A. Rosse, supervisionò il piantamento degli alberi, dei cespugli e dei bulbi.

#### Gli incidenti durante la costruzione
Grazie alle memorie di Sophia Luyt siamo anche a conoscenza di alcuni incidenti avvenuti duranti i lavori al parco. Tra i primi incidenti Sophia ricorda che durante la rimozione di un albero di pioppo vicino all’edificio, più precisamente davanti alla colorata ed elaborata finestra della Stanza della Giustizia che veniva oscurata dall’albero, un filo d’acciaio al quale l'uomo era aggrappato venne mosso da una raffica di vento improvvisa, facendo cadere l’uomo da una notevole altezza; nonostante ciò l'uomo non accusò danni. Il filo serviva a impedire che l’albero cadesse verso l’edificio, ma il vento mosse così tanto l’albero che i presenti, circa venti persone, si misero a sostenerlo per evitare che colpisse l’edificio. Nell’intento tutti caddero a terra, ma l’albero non colpì il palazzo. Altri incidenti furono causati dalle forti tempeste e dai fulmini che colpirono le impalcature allestite per erigere il campanile e il secondo piano dell’edificio. La caduta di queste provocò alcuni danni ai materiali di costruzione e un rallentamento dei lavori. Tali incidenti non ebbero particolari conseguenze, ma ve ne furono altri molto più gravi:
- durante la posa della pietra del padiglione, la struttura collassò uccidendo un uomo;
- durante la sistemazione di un tronco d’albero nel parco, questo rotolò dalla pendenza su cui era stato momentaneamente disposto, schiacciando un giardiniere;
- durante il sollevamento dell’arenaria per la torre, un cavo d’acciaio collegato al verricello elettrico, scattò uccidendo un muratore e ferendo gravemente un carpentiere;
- secondo alcune dicerie, il fatto di aver utilizzato dell’arenaria avrebbe ucciso più di dodici persone, avvelenate dall’inalazione prolungata di particelle di silice cristallina libere, con conseguente tubercolosi. In effetti registri dell’epoca confermano che il medico fu chiamato più volte per disturbi respiratori: era comune che durante i lavori si sollevassero polveri di particelle, per esempio di quarzo, che hanno effetti fatali sui polmoni se inalate.

#### La cerimonia di inaugurazione
Il 12 settembre 1911 la bandiera nazionale fu innalzata ad indicare che la sommità dell'edificio era stata costruita, mentre i lavori interni furono completati successivamente. Il 28 agosto 1913 il Palazzo venne inaugurato in una cerimonia alla presenza della regina Guglielmina e di Andrew Carnegie; la chiave per il cancello, regalo dalla Germania, fu solennemente consegnata alla Corte Permanente di Arbitrato.

#### I regali delle nazioni

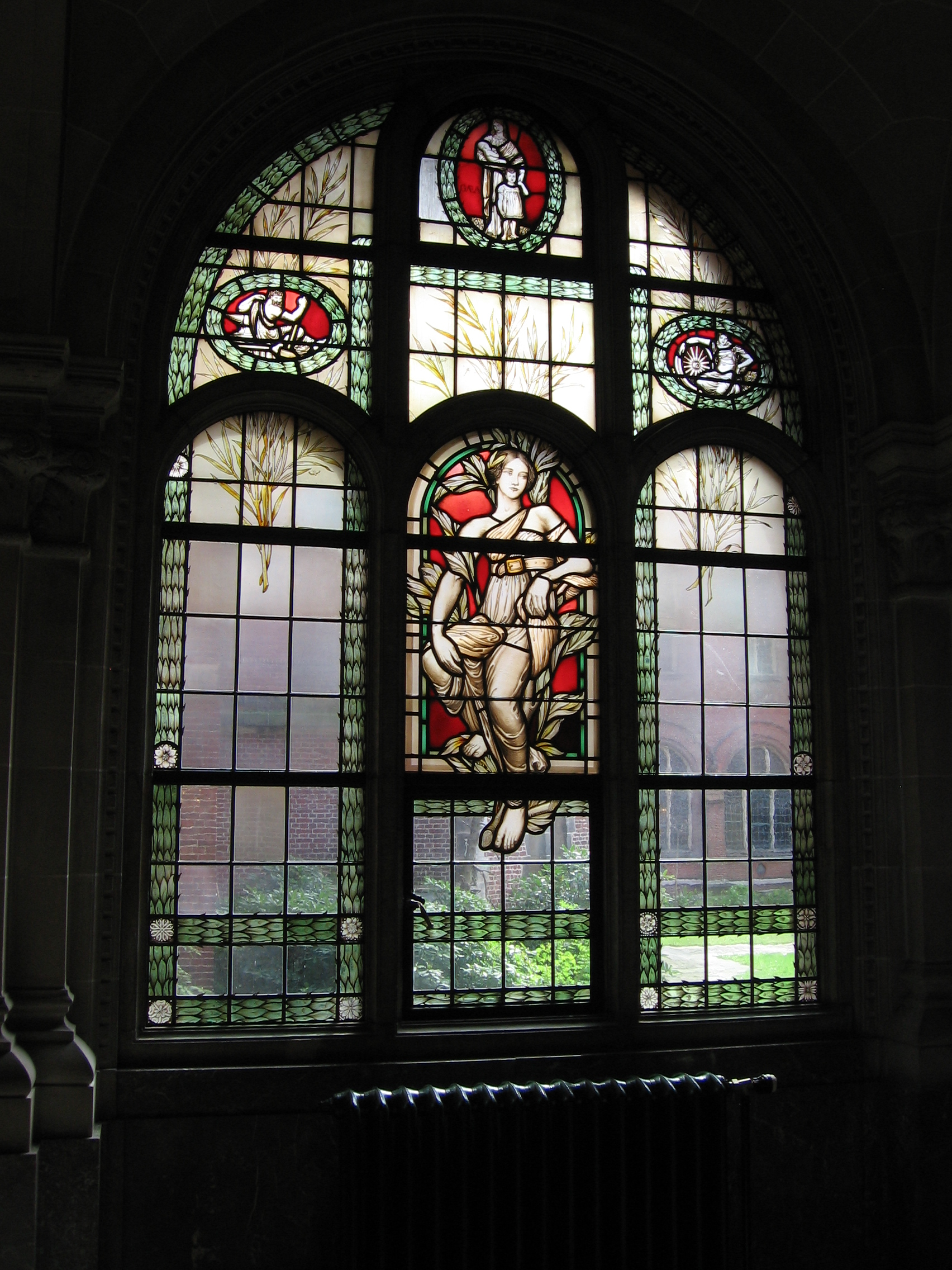
Le vetrate in vetro piombato

I paesi di tutto il mondo hanno contribuito alla costruzione del Palazzo con la donazione di materiale da costruzione (come marmo e granito), così come di opere d'arte.
- Svizzera: meccanismo ad orologieria per la torre
- Germania: cancelli d'acciaio
- Ungheria e Cina: vasi
- Polonia e USA: statue
- Regno Unito: finestre di vetro piombato
- Francia: dipinto
- Thailandia: zanne
- Giappone: gobelin, tipo di tappezzeria in seta, decorata con immagini di fiori ed uccelli. Sono assemblati in nove pannelli, denominati i Cento Fiori e i Cento Uccelli.

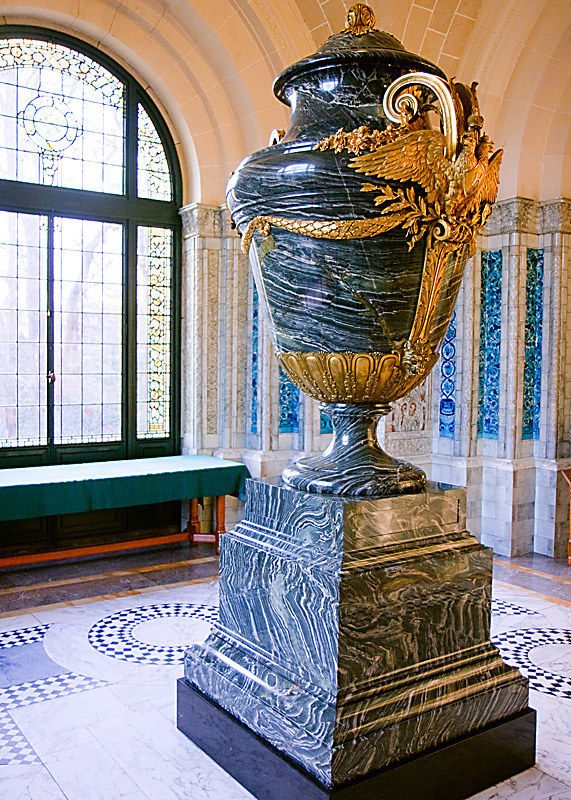
Vaso donato dalla Russia

- Belgio: porteVaso donato dalla Russia
- Italia: marmi
- Danimarca: fontana
- Iran: tappeti persiani
- Indonesia: legno
- Russia: vaso[15]

## Le opere contenute
ll Palazzo ospita numerose opere di interesse storico-artistico.

### I vasi
Per l’inaugurazione della Prima Conferenza della Pace del 1899, l'artigiano reale della ceramica Rozenburg mise a disposizione una collezione di cinque vasi della pace, abbelliti da ricche decorazioni di Art Nouveau, fiori e foglie. Questi erano stati creati per l’esposizione universale di Parigi del 1900. Fino a metà del secolo scorso furono custoditi ad Amsterdam, per poi esser collocati nel Palazzo della Pace.
Tutti i vasi sono fatti a mano e tre dei cinque presentano un coperchio a forma di cupola e una descrizione dei paesi più importanti dove sono state tenute delle conferenze sulla pace.
Gli altri due vasi hanno una forma più allungata e slanciata e presentano le iniziali W (in onore della regina Guglielmina) e N II (in onore dello zar Nicola II).

#### Il vaso dello zar
Lo zar Nicola II donò un vaso fatto di diaspro verde abbellito con teste di leone d’oro e un’aquila a due teste, lo stemma della famiglia Romanov.
Realizzato dalla fabbrica reale, la Manufacture Imperiale de Kolywan, il vaso fu commissionato dall'architetto russo Louis Benois e progettato da Nicholas Lanceray.

### Le statue
Van der Steur commissionò la realizzazione di diciassette statue decorative a undici artisti. A scultori come Toon Dupuis, Fré Jeltsema, Louis Vreugde, Arend Odé, Pier Pander e Wim Retera fu richiesto di realizzare prima un modello in gesso. Una volta approvato il bozzetto, gli artisti ricevettero 1500 fiorini e un grosso pezzo di arenaria Oberkirchner.

Le statue, di carattere allegorico, rappresentano la sapienza, l’eloquenza, il coraggio, la giustizia, il commercio e l’agricoltura.

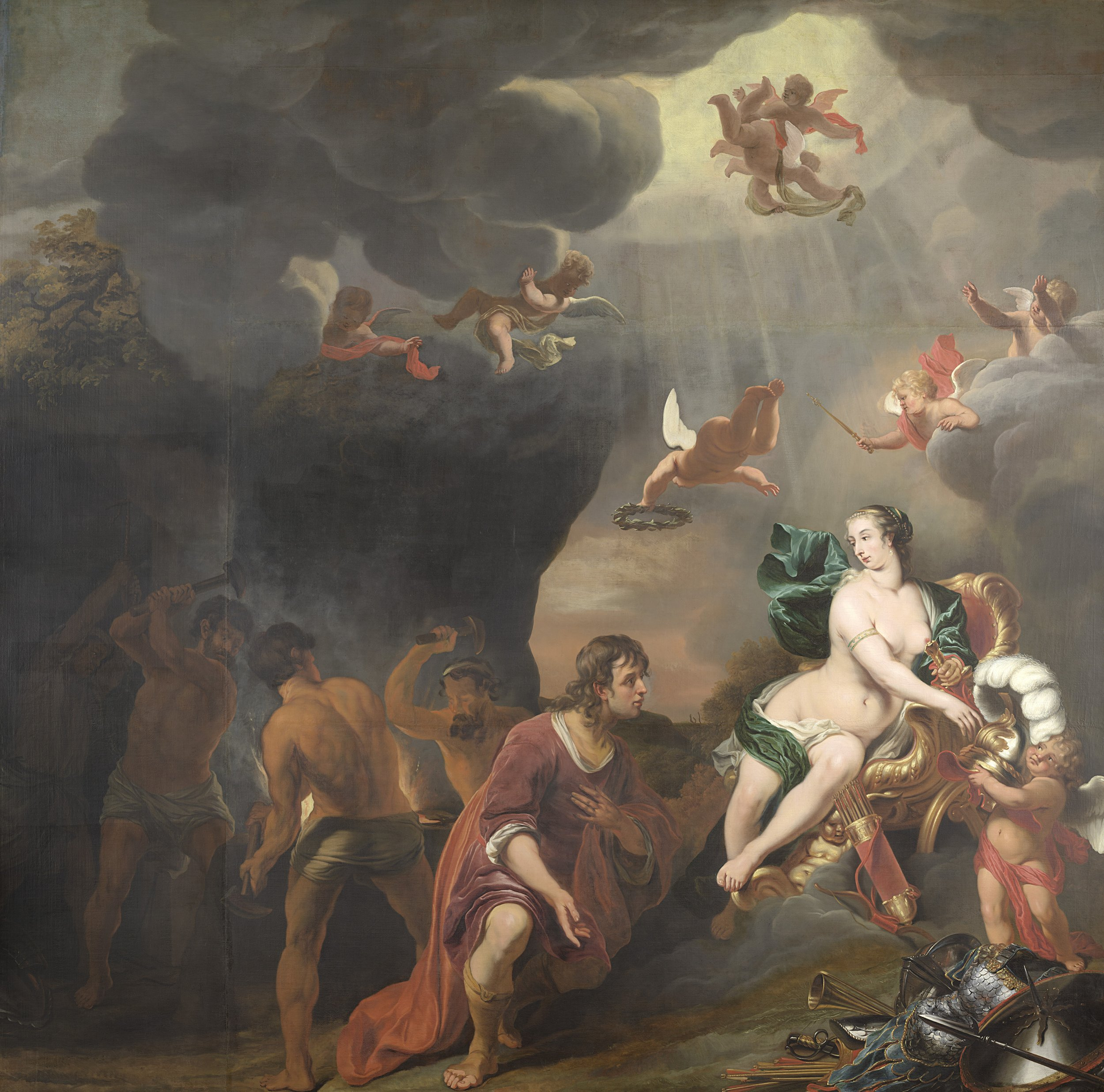
Ferdinand Bol, Venere che dona ad Enea l'armatura dalla fucina di Vulcano

A Wim Retera (1858-1930) fu affidata la statua più importante, collocata all’ingresso principale del palazzo. Essa rappresenta una donna incoronata con una spada nel fodero (simbolo della pace) ed è realizzata con gres, un materiale ceramico prodotto dalla fabbrica “The Porceleyne Fles”.

### LaBolroom
Nel 1657 Jacoba Lampsins, la moglie di un ricco mercante, chiese al pittore olandese Ferdinand Bol, seguace di Rembrandt, di dipingere cinque grandi quadri per la sua residenza a Utrecht. I soggetti dei dipinti rientravano nella tradizione della ricca famiglia Lampsins, ma comprendevano anche le aspirazioni più alte della signora.
Oltre duecento anni dopo, i quadri furono donati al Rijksmuseum, il quale ne concesse quattro in prestito perpetuo al Palazzo della Pace. Tre furono posizionati sulle pareti di quella che verrà chiamata la Bolroom, il quarto in un ufficio al piano terra.
Vi è anche un trittico del famoso pittore Gérard de Lairesse, dipinto per una stanza della magione di Herengracht ad Amsterdam. Nel 1903 la fondazione Carnegie lo comprò, riconducendone il significato al trionfo della pace successivo al trattato di Münster.

### Van Karnebeekbron

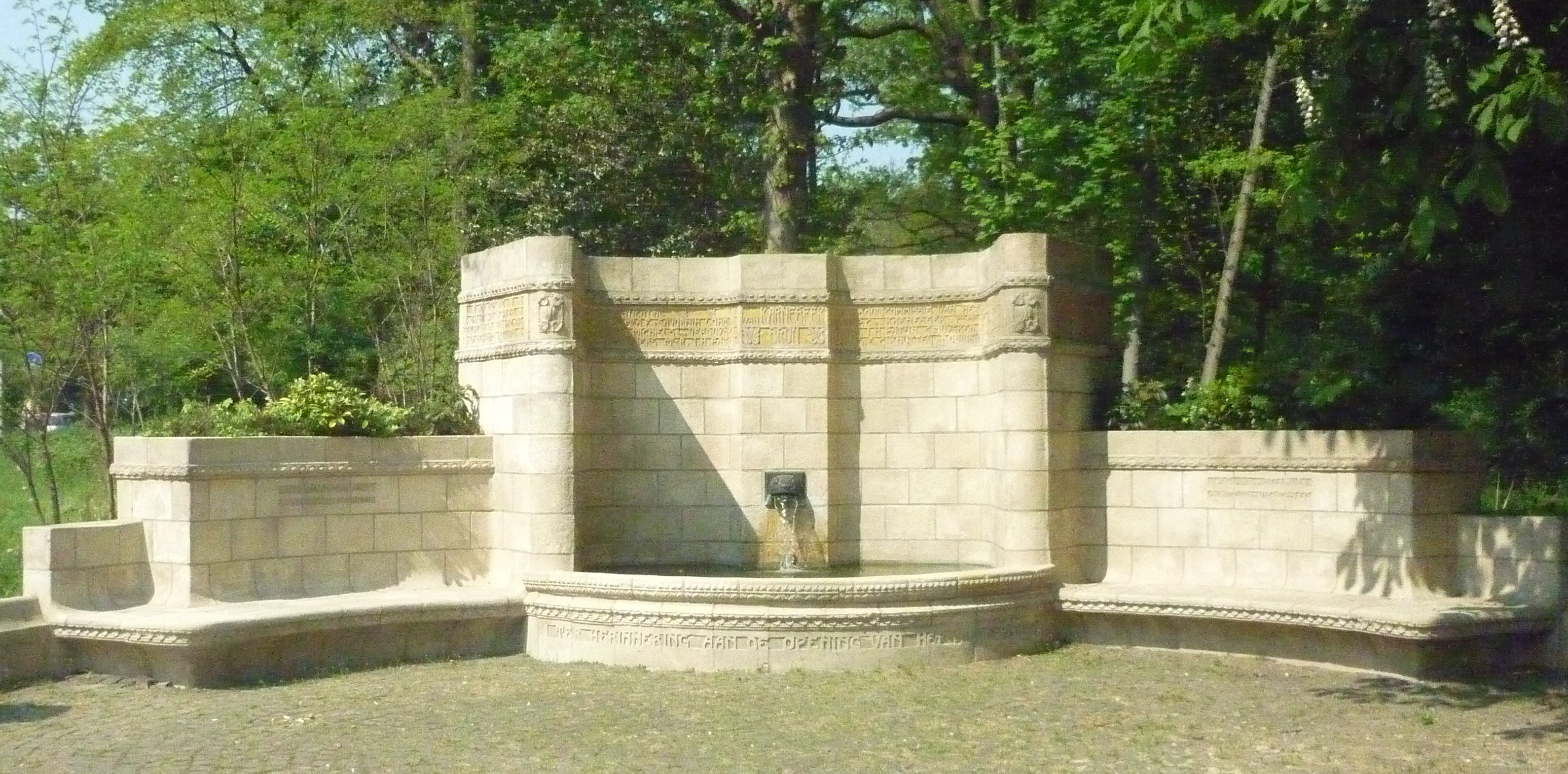
Van Karnebeekbron

Il Van Karnebeekbron è un monumento situato all’angolo tra Carnegieplein e Scheveningseweg, ad alcuni metri di distanza dal Palazzo. La fontana fu eretta nel 1915 in memoria dell’apertura del Palazzo avvenuta nel 1913 ed ha preso il nome dal primo presidente della Fondazione Carnegie, A. P. C. van Karnebeek. La fontana è adornata con piastrelle in ceramica riportanti i nomi dei membri del primo Consiglio della Fondazione Carnegie, della commissione per l’edificazione del palazzo e degli architetti (Cordonnier e Van der Steur).
La fontana, costruita in mattoni, terracotta e piastrelle smaltate, è stata progettata e prodotta dallo scultore olandese Willem Coenraad Brouwer (1887-1933), direttore dell’azienda Brouwers Aardewerk a Leiderdorp, a cui era stato anche assegnato il progetto degli ornamenti del cortile del Palazzo, decorato con piastrelle in terracotta, e decorazioni raffiguranti animali, simboli della pace e della legge. Brouwers Aardewerk ha anche prodotto le effigi raffiguranti simboli del diritto sui cancelli del Palazzo.

### La "fontana degli orsi polari"

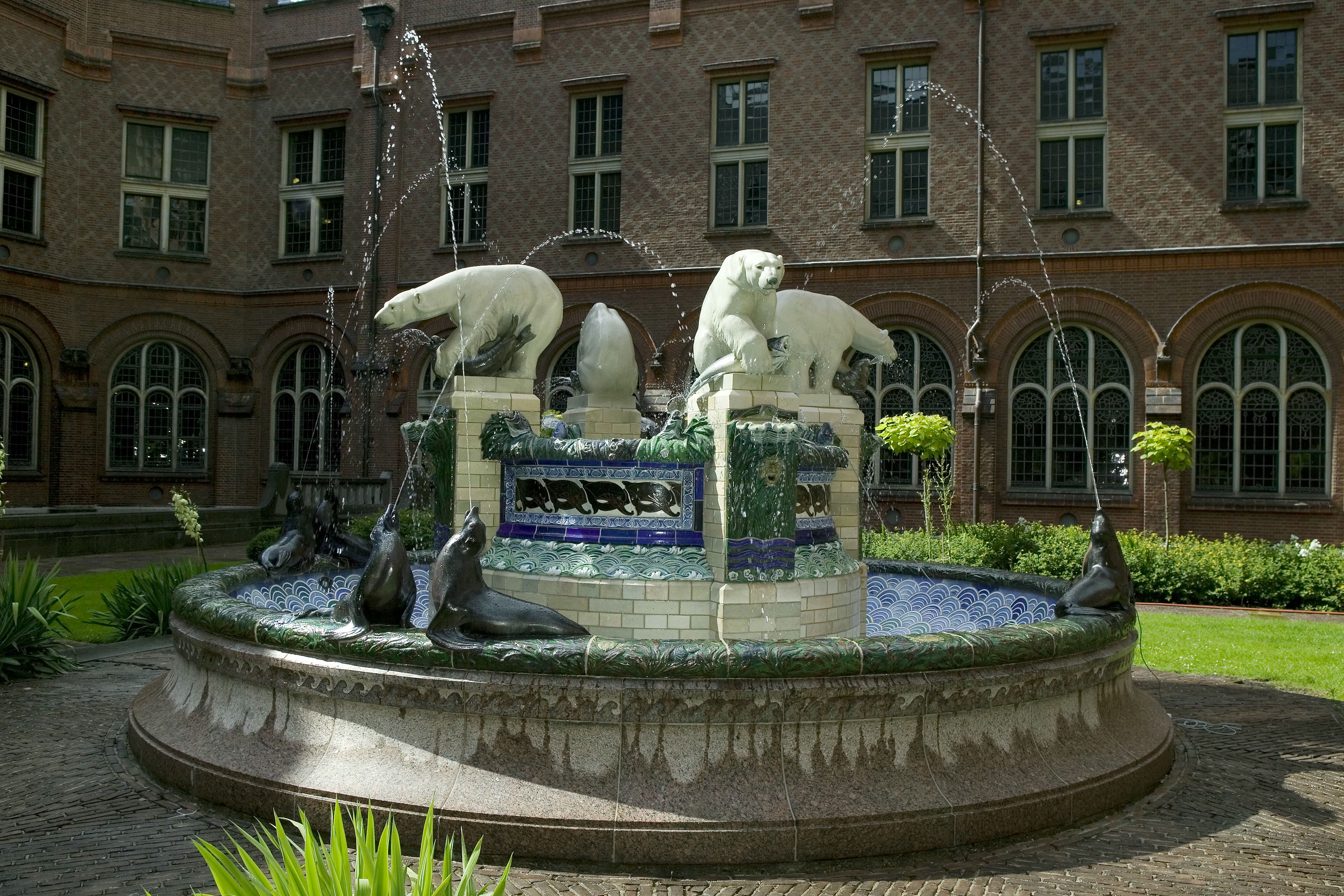
La "fontana degli orsi polari"

Il 28 settembre 1909 Arnold Krog, direttore artistico della Royal Danish Porcelain Factory, portò a Van der Steur e alla Fondazione Carnegie i disegni del regalo da parte della Danimarca. Il progetto includeva statue in porcellana di orsi polari e di leoni marini, create da C. A. Ronessen, e un bordo in granito rosso. Nel 1914 la fontana venne completata nello stabilimento di Copenaghen ed esposta all’Esposizione Baltica di Malmö, ma, a causa dello scoppio della Prima Guerra Mondiale, non poté essere trasportata fino al 1920 al Palazzo, dove venne montata nel 1923. Il 28 ottobre il delegato olandese A. Nörgaard accese ufficialmente la fontana.
I Danesi si preoccuparono dell’imminente inverno: se le temperature fossero andate sotto 0 gradi centigradi, i tubi si sarebbero potuti congelare con un conseguente danno per la fontana. Questo timore si rivelò essere fondato: infatti in un paio d’anni le strutture in porcellana presentavano molte crepe. La fontana venne danneggiata anche nella Seconda Guerra Mondiale durante un attacco degli Alleati e poi si deteriorò nel corso degli anni.
Nel 2004 venne intrapreso un progetto di restauro, durato 2 anni e mezzo, che ha riportato allo stato originale l’opera, che però deve essere coperta durante l’inverno.

### Il carillon
Il Palazzo della Pace ha due torri, la più alta delle quali è ornata da un orologio donato dalla Svizzera. Molte persone, individualmente o tramite organizzazioni, lottarono e fecero il possibile per posizionare un carillon con 47 campane nella torre. L’ultima campana fu donata nel 2013 durante la celebrazione del centenario del palazzo. La Fondazione Carnegie è proprietaria dell’opera, mentre è la Hague Carillon Foundation, rinomata per le esibizioni settimanali di importanti carillon, ad organizzarne i concerti.

### Galleria di busti di Personalità della Pace

Galleria di busti di Personalità della Pace conservati al palazzo
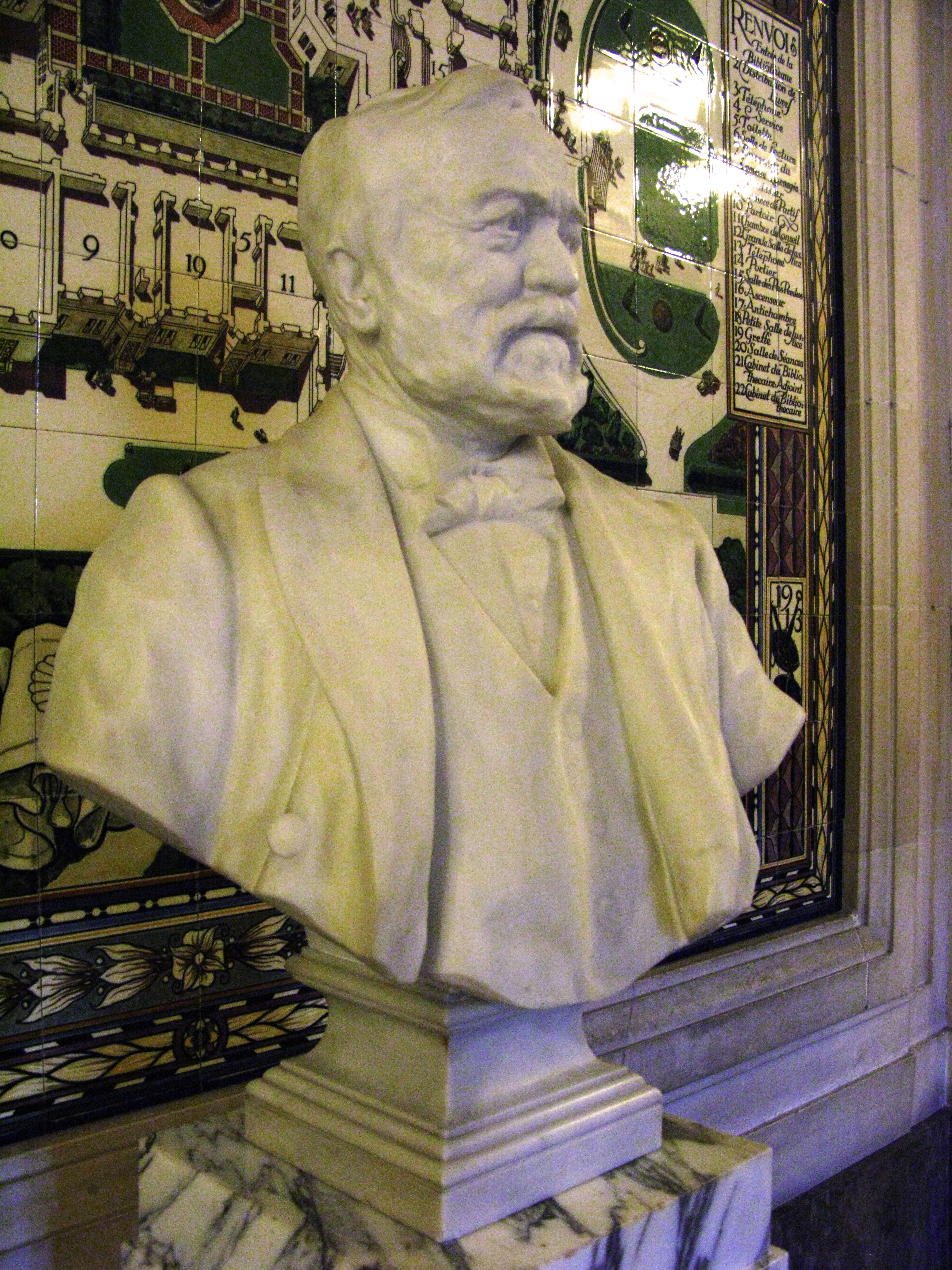
Andrew Carnegie
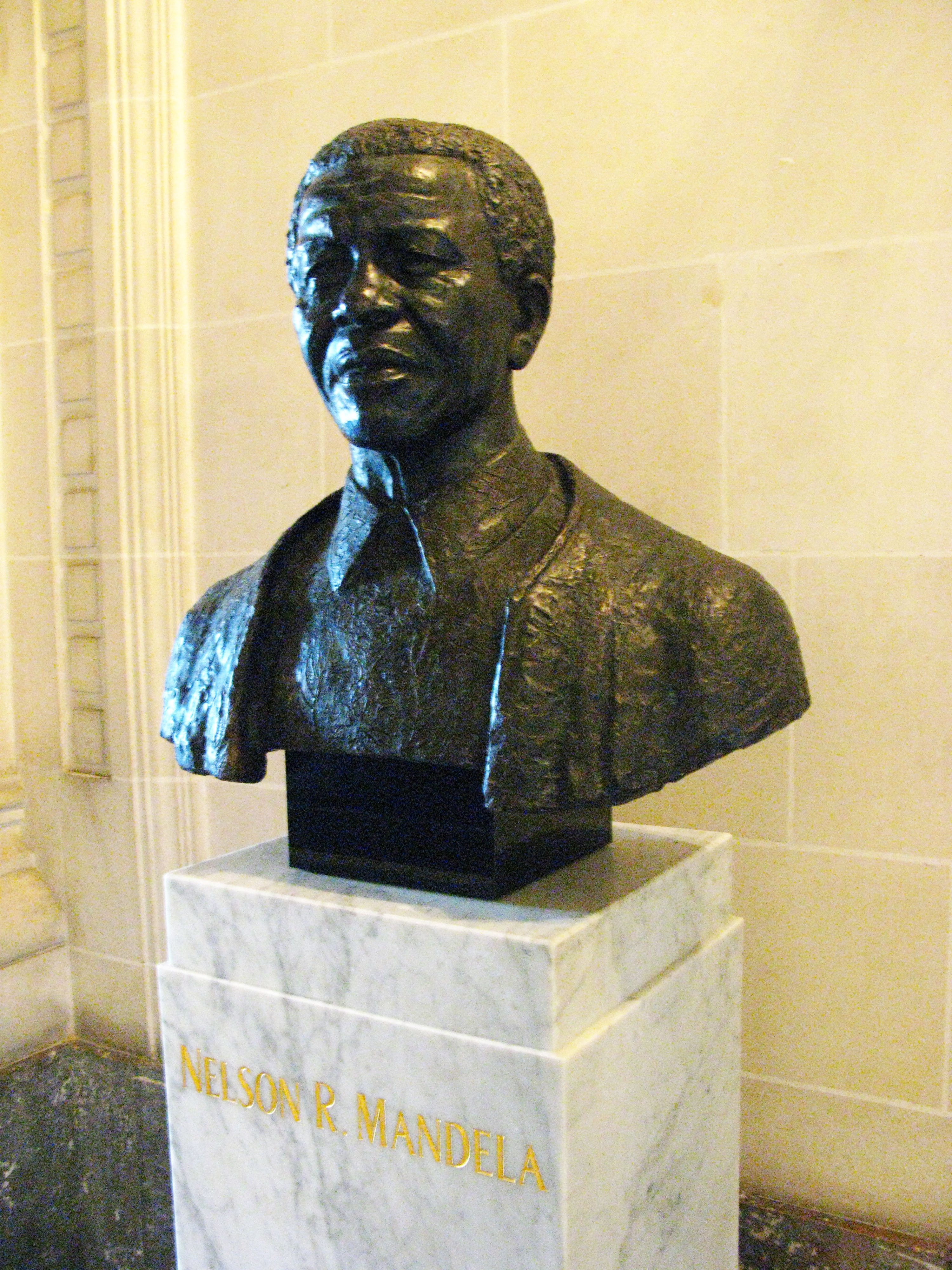
Nelson Mandela
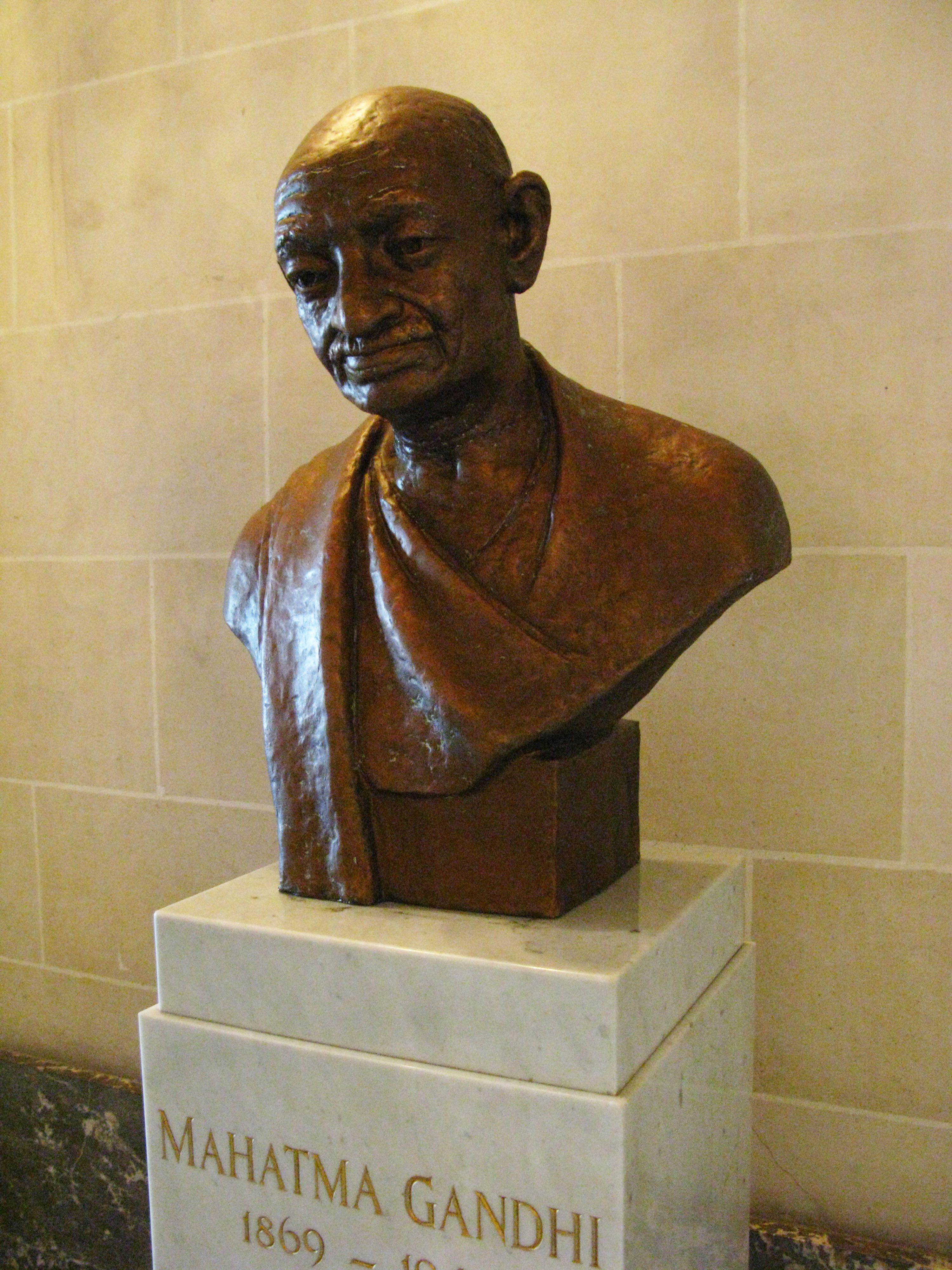
Mahatma Gandhi
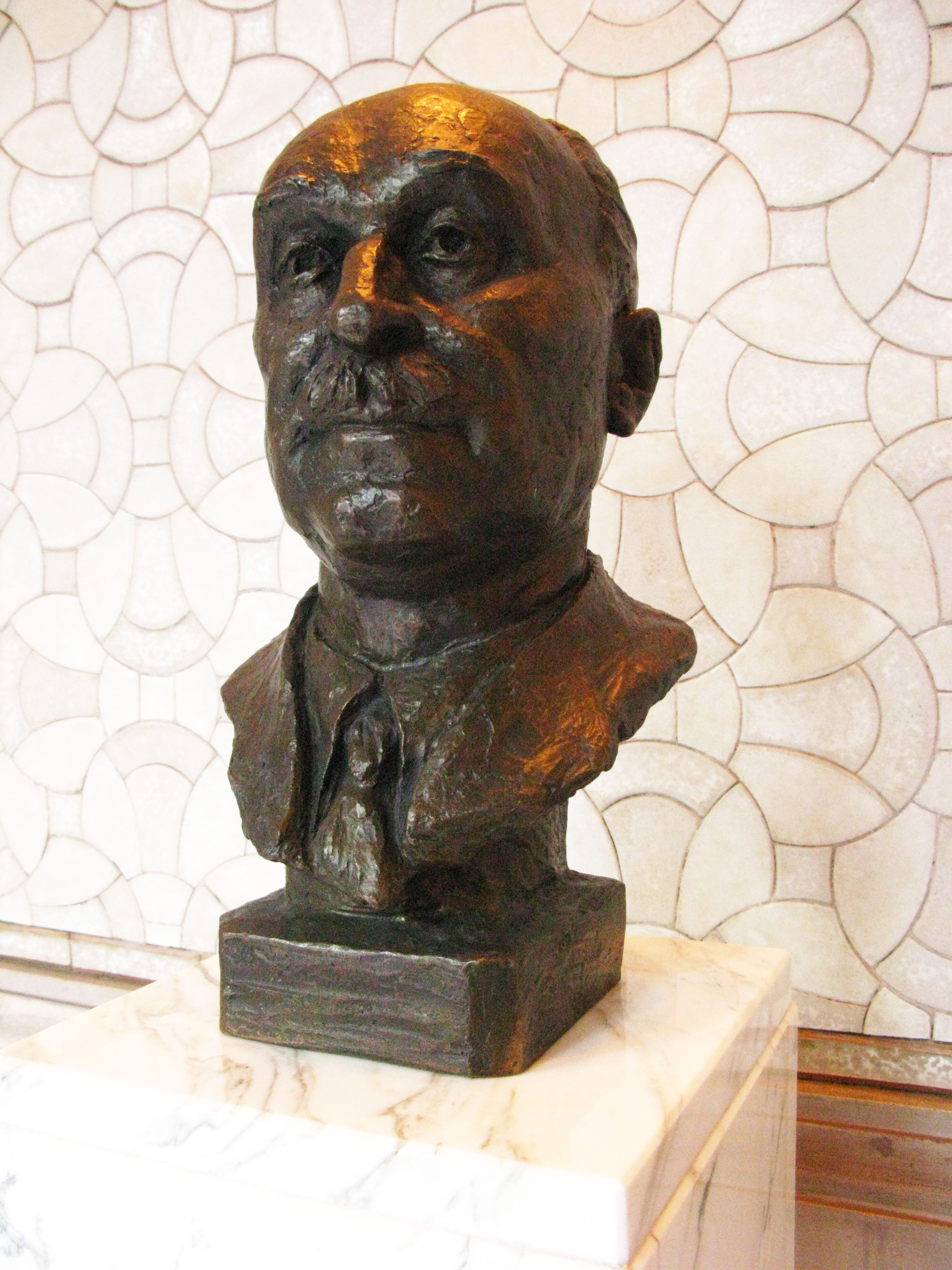
Jean Monnet
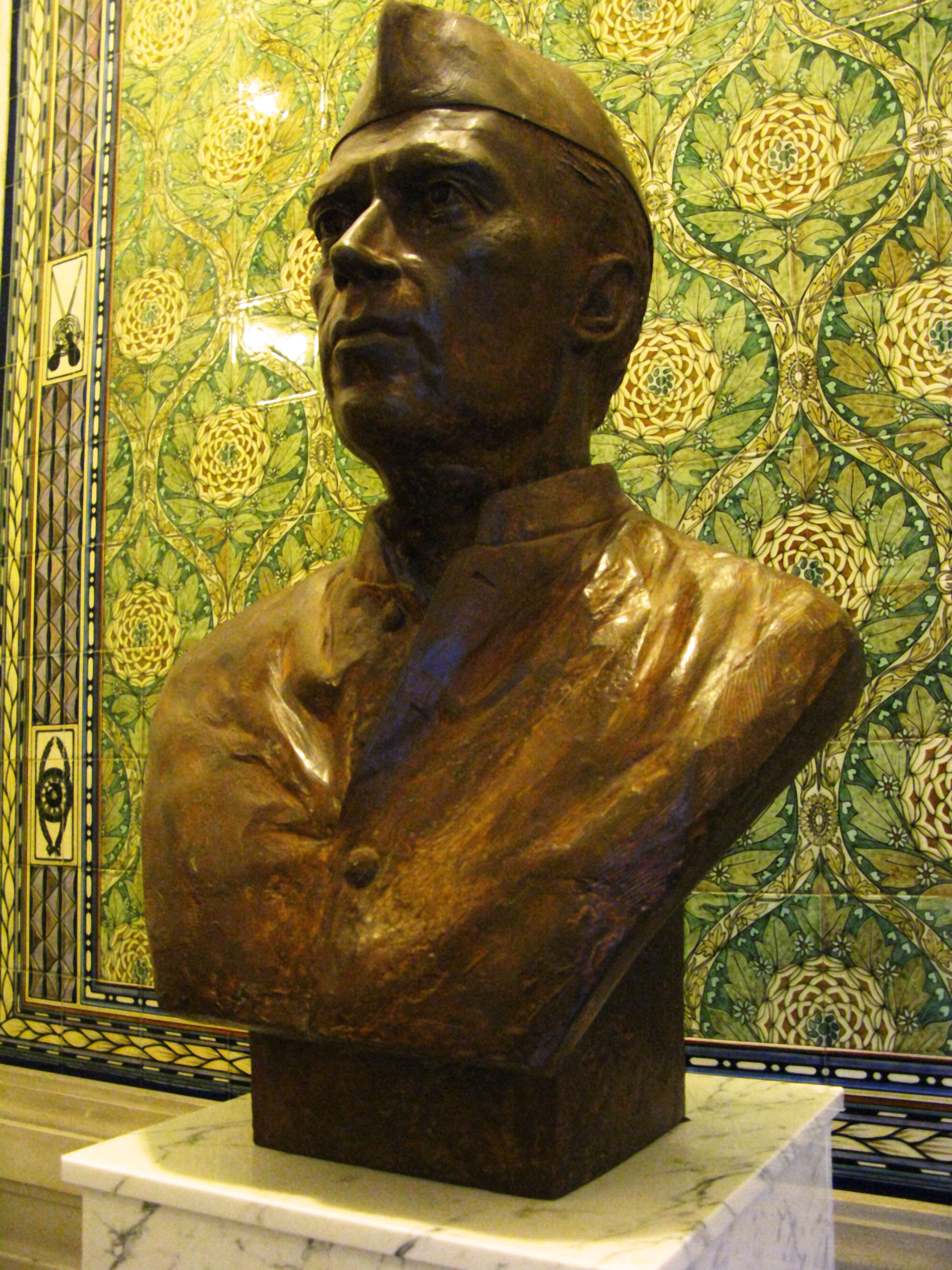
Jawaharlal Nehru

## I giardini

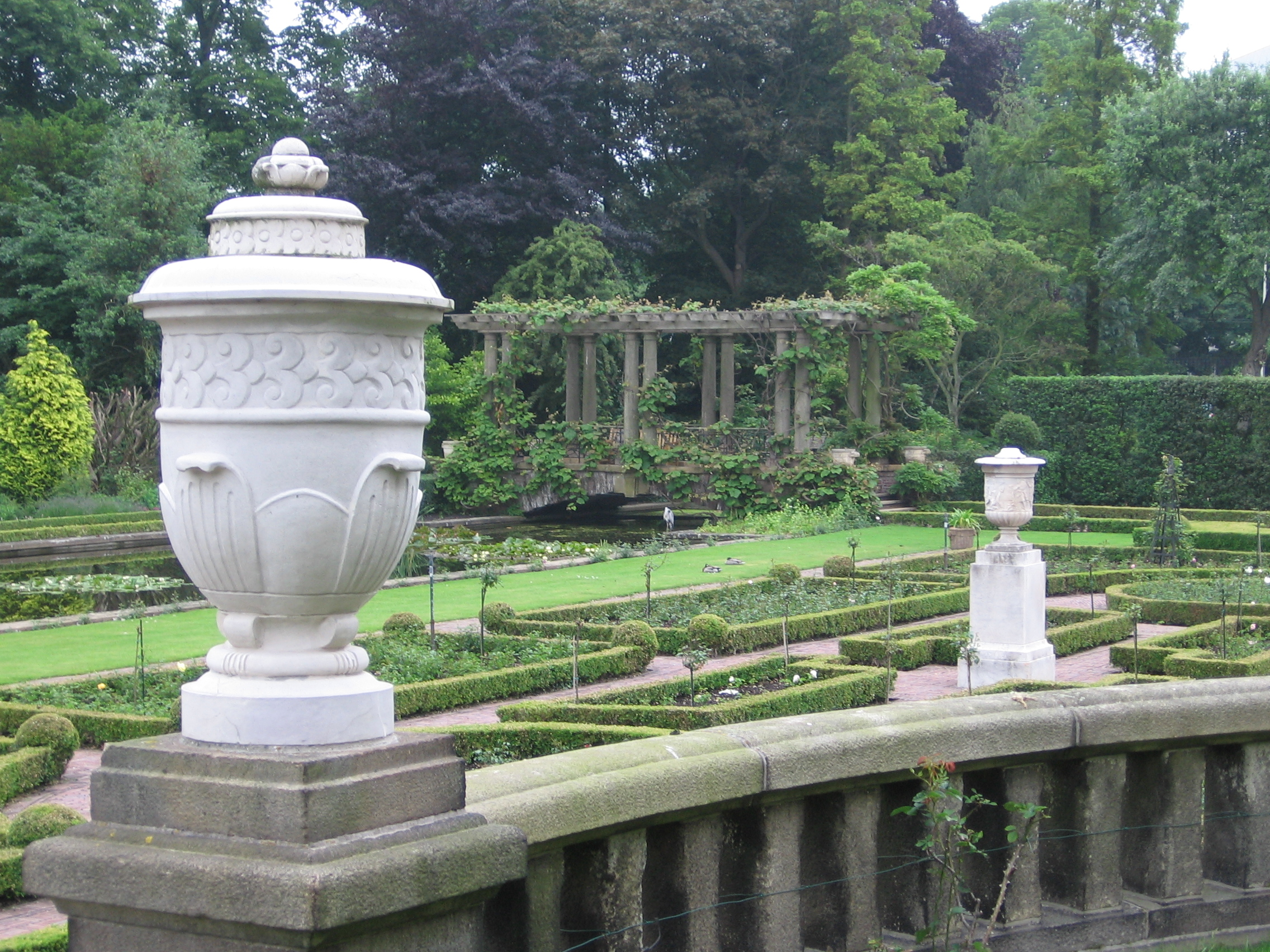
I giardini

Andrew Carnegie aveva espresso il desiderio che il Palazzo della Pace fosse in un qualche modo distaccato dall’ambiente circostante e che fosse circondato da un giardino. Questo è stato uno dei motivi per cui è stata scelta la zona Zorgvliet come sito per la costruzione del palazzo.
Si è tenuto un concorso per la progettazione del giardino, vinto dall'architetto britannico Thomas Mawson, famoso per i suoi progetti nei quali gli edifici si amalgamano perfettamente con i giardini. Per il Palazzo della Pace ha creato una transizione graduale tra il palazzo e i giardini con la costruzione di ampie terrazze, costruite utilizzando lo stesso materiale usato per il palazzo. Mawson ha espresso il pensiero di pace attraverso la scelta di elementi botanici: sono state evitate spine affilate e sono stati selezionati solo alberi e arbusti con foglie piccole, al fine di consentire il passaggio di più luce possibile nel giardino. Per il grande stagno è stato deviato un corso d'acqua naturale. L’acqua, proprio come la pace, è una delle prime priorità per la vita. Le rose nel roseto simboleggiano l'amore.
Grazie gli antichi alberi di Zorgvliet che fanno da scudo dal caos cittadino, il giardino è considerato un'oasi di pace e tranquillità.

## Istituzioni ospitate
A partire dal 1913 il palazzo ospita numerose istituzioni:
- Corte Permanente di Arbitrato (1913-oggi): la prima istituzione ad essere ospitata, per la quale il palazzo fu inizialmente progettato.
- Corte Permanente di Giustizia Internazionale (1922-1946): fu fondata per essere un organo della Società delle Nazioni; quando, nel 1946, l'Organizzazione delle Nazioni Unite sostituì la Società delle Nazioni, questa corte diventò il principale organo giuridico dell'ONU.
- Biblioteca del Palazzo della Pace (1913-oggi): parte della visione originale di Andrew Carnegie, ospita una delle più grandi collezioni di materiale di diritto internazionale. Uno dei più antichi libri in suo possesso è il De iure belli ac pacis, pubblicato nel 1625 dalla giurista olandese Ugo Grozio. Dal 2007 la biblioteca è ospitata in un edificio collegato al Palazzo della Pace tramite un ponte pedonale.[20]
- Fondazione Carnegie (1913-oggi): organizzazione benefica fondata nel 1903 da Andrew Carnegie per gestire le proprie donazioni.
- Accademia del diritto internazionale (1923-oggi): fondata da Tobias Michael Carel Asser nel 1914, ma in funzione solo dal 1923, e supportata economicamente da Andrew Carnegie. Offre corsi sul diritto internazionale, frequentati ogni anno da circa 600 studenti provenienti da tutto il mondo.[20]
- Corte Internazionale di Giustizia (1946-oggi): con la nascita della Nazioni Unite è stata stabilita come organo giudiziario per la CIG.
- Finanza PRIME (2012): questo tribunale internazionale per le controversie in materia di arbitrato e mediazione oltre le transazioni finanziarie complesse, è stata fondata in risposta alla crisi del credito del 2007.

Altre corti vicine al Palazzo:
- Corte Penale Internazionale (2002-oggi): tribunale con il compito di perseguire crimini internazionali.
- Tribunale penale internazionale per l'ex-Jugoslavia (1993-oggi): organo giudiziario delle Nazioni Unite che ha il compito di perseguire i crimini di guerra commessi nell'ex-Jugoslavia a seguito dell'inizio della guerra del 1991 ha sede poco distante dal Palazzo della Pace: la scelta di istituire la sede del tribunale al L'Aia è stata influenzata dalla presenza delle istituzioni giudiziarie internazionali all'Aia.

## Il premio per la pace Wateler
Il 16 novembre 1916, il banchiere Johan Gerard Daniel Wateler decise di devolvere il suo patrimonio per la pace e, nel testamento, dichiarò di voler istituire un premio a questo scopo. Dopo la morte nel 1927, il patrimonio fu donato alla Fondazione Carnegie, che ogni anno, dal 1931, assegna il Carnegie Wateler Peace Prize, presentato nel Palazzo della Pace.
Vincitori di spicco del premio per la pace sono Sir Eric Drummond (1931), primo segretario della Società delle Nazioni, Sir Baden-Powell (1934), fondatore dello scautismo, Jean Monnet (1953), uno dei padri della UE, Coretta Scott King (1969), attivista per la pace e vedova di Martin Luther King Jr., e War Child (2012), un'organizzazione per la protezione dei bambini in zone di guerra.

### Testi e risorse citati
- Eyffinger Arthur, The Peace Palace, Residence for Justice - Domicile of Learning, Carnegie Foundation, The Hague 1988, ISBN 9066113316, 192 pp.
- EyffingerArthur, The 1899 Hague Peace Conference: The Parliament of Man, the Federation of the World, Martinus Nijhoff Publishers, Leida 1999, ISBN 9041111921.
- Resnik Judith, Curtis Dennis Edward, Representing Justice: Invention, Controversy, and Rights in City-states and Democratic Courtrooms, Yale University Press, Yale 2011, ISBN 0300110960, cap. 12
- New York Times, "A glimple of the Palace of Peace, just dedicated. From an Architectural Standpoint It Has Aroused Adverse Criticism, but It Is a Superb Structure, the Interior Being Especially Beautiful", 7 settembre 1913, York Times Archives
- Mackay, James A., Little boss: a life of Andrew Carnegie, Mainstream, Edinburgh 1997

### Altri testi e risorse
- Hebly, A. e C. Boekraad, A New Home for the Study of International Law, L'Aia, ABRI Publishers, 2008.
- Joor, J., H.M., Verrijn Stuart, The Building of Peace: A Hundred Years of Work on Peace through Law: the Peace Palace, 1913-2013, Carnegie Foundation, L'Aia, 2013 (disponibile anche in lingua francese sotto il titolo "La construction de la paix: une action séculaire au service de la paix par le droit: le Palais de la Paix, 1913-2013", ed. Carnegie Foundation, L'Aia 2013).
- Kerkvliet, G.C.H., The Peace Palace: A Living Institution of International Law, Carnegie Foundation, L'Aia 2005.
- Leeuwin, E.W., “The ‘Arts of Peace’: de tuinen van het Vredespaleis in Den Haag naar ontwerp van Thomas Hayton Mawson”, Tuinkunst: Nederlands jaarboek voor de geschiedenis van tuin- en landschapsarchitectuur, 3 (1998), pp. 121-149.
- Waymark, J., Thomas Mawson: Life, Gardens and Landscapes, Frances Lincoln, Londra 2009.
- Sito celebrativo degli eventi organizzati per il centenario del Palazzo della Pace http://www.pieceofthepalace.com/
- Video dell'apertura del Palazzo della Pace (1913) con Andrew Carnegie (https://www.facebook.com/PeacePalace100/videos/4712777112461/).